# Naturschutzgebiet Oberer Kleinenberg

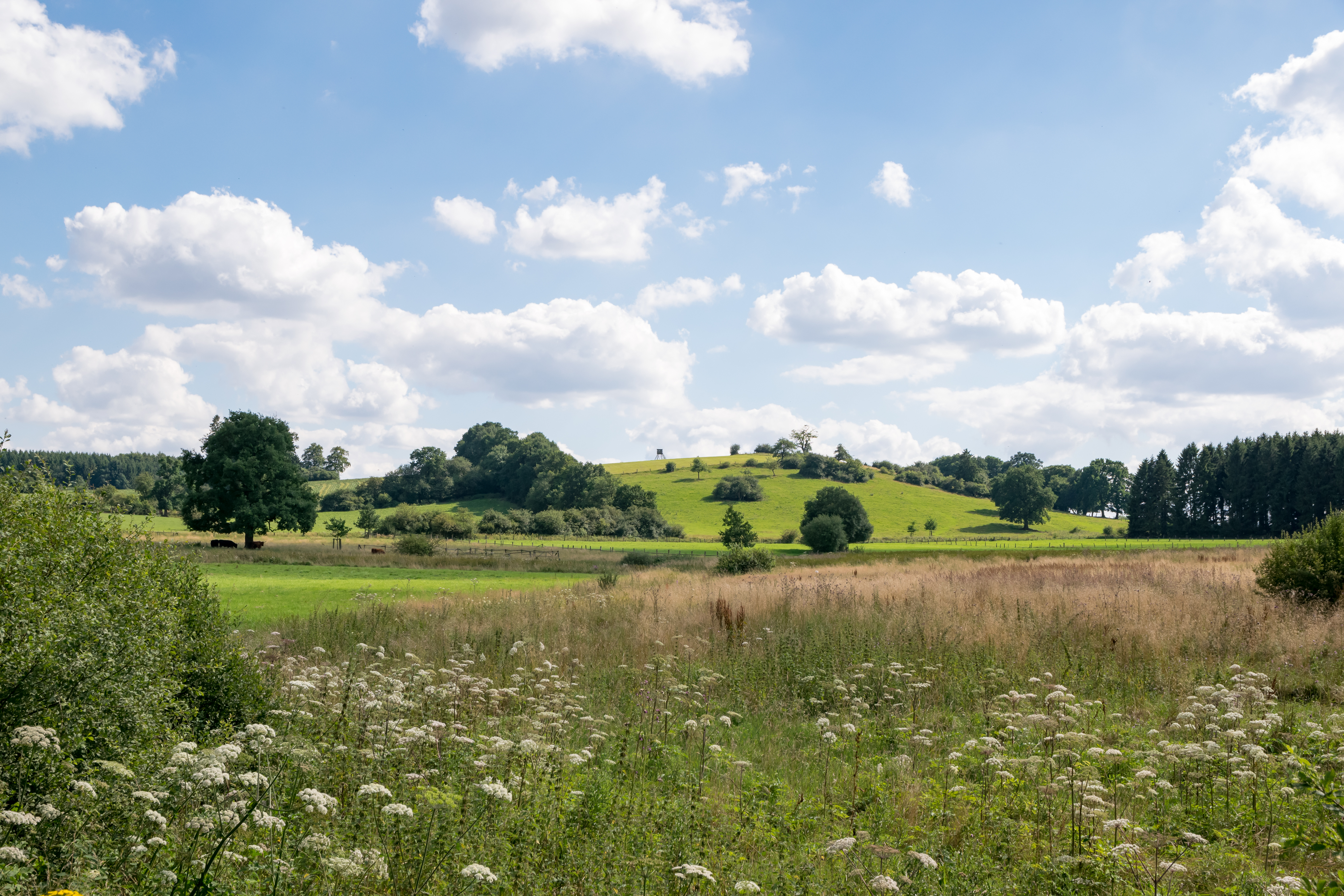
Naturschutzgebiet Oberer Kleinenberg

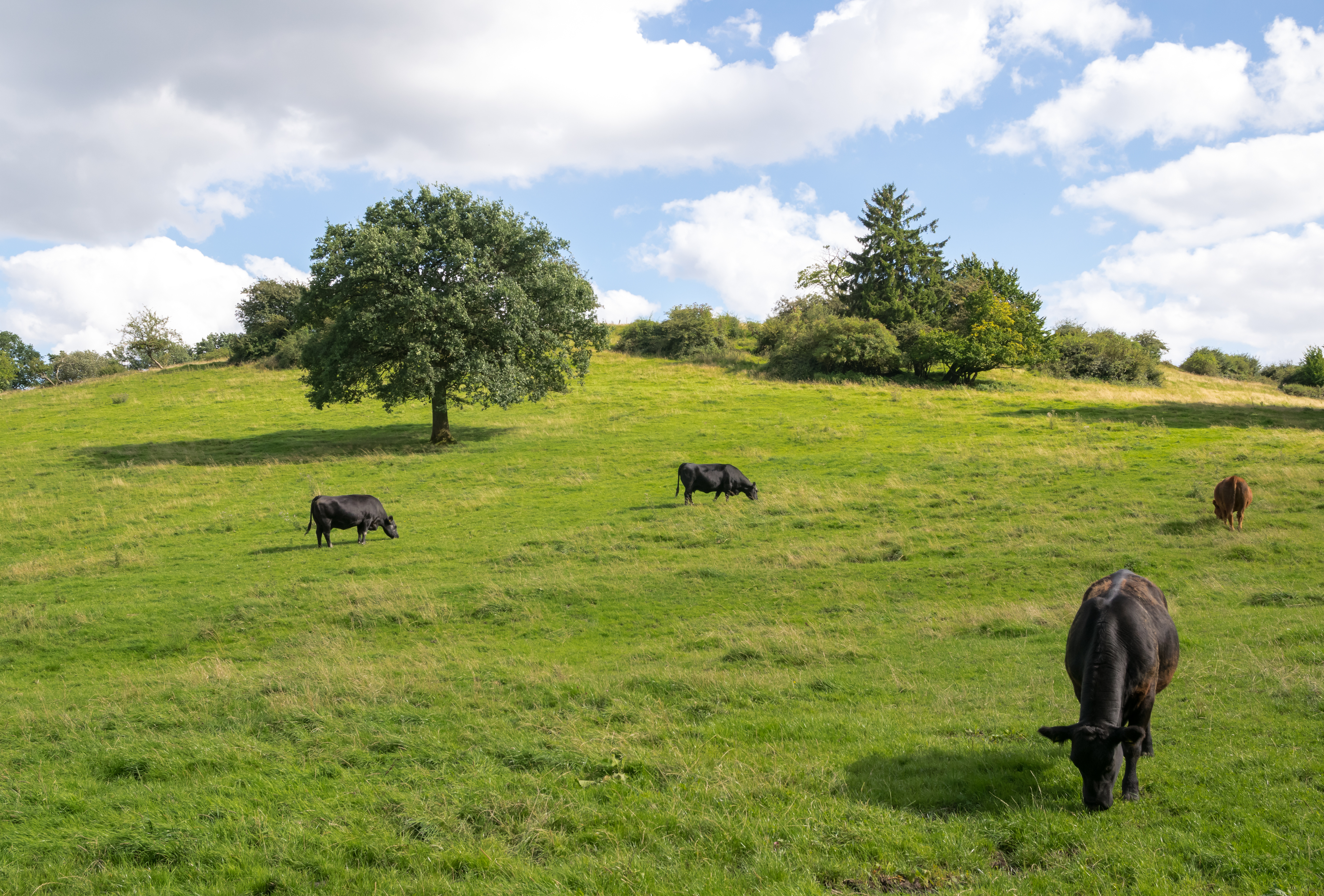
Blick ins Schutzgebiet

Das Naturschutzgebiet Oberer Kleinenberg liegt auf dem Gebiet der Stadt Lichtenau im Kreis Paderborn in Nordrhein-Westfalen. Das 56,8 ha große Gebiet wurde im Jahr 2014 als Naturschutzgebiet (NSG) mit dem Landschaftsplan Lichtenau durch den Kreistag des Kreises Paderborn ausgewiesen.

## Beschreibung
Das Schutzgebiet liegt nordöstlich von Kleinenberg. Südlich grenzt direkt das Naturschutzgebiet Sauertal an. Das NSG umfasst einen offenen strukturreichen Grünland-Hecken-Komplex. Im Grünland befinden sich seggen- und binsenreiche Nasswiesen, artenreiches Feuchtgrünland, Feuchtheiden teils auf Moor- und Grundwasser- oder Staunässeböden sowie Magerwiesen und -weiden. Ferner liegen Quellbereiche, Quellbäche und temporär wasserführende Tümpel im Schutzgebiet. Auch Hecken, Bäume und Baumgruppen befinden sich im NSG.